# Parque Nacional da Serra do Gandarela
O Parque Nacional (Parna) da Serra do Gandarela, criado em 13 de outubro de 2014, constitui-se importante área de conservação ambiental no coração do Quadrilátero Ferrífero e na porção sul da Cadeia do Espinhaço, a 40 km de Belo Horizonte, Minas Gerais. 
O Parque apresenta um conjunto cênico de exuberantes serras, rios e cachoeiras. A vegetação é composta de um dos mais contínuos fragmentos de Mata Atlântica de Minas Gerais e formações do cerrado, como os campos rupestres ferruginosos e quartizíticos, além de cangas ferruginosas. 
O Parque se destaca também por representar significativas áreas de recarga de aquíferos, com grande ocorrência de córregos e rios que drenam para as bacias dos rios Doce e das Velhas, tomando-se estratégico para o abastecimento presente e futuro da Região Metropolitana de Belo Horizonte. Esse fator também contribui para a ocorrência de dezenas de cachoeiras, que compõe uma esplêndida beleza cênica e oferecem opções de turismo e lazer gratuitos para a população local e da Região Metropolitana.

## Localização
O Parque Nacional da Serra do Gandarela situa-se à quarenta quilômetros de distância de Belo Horizonte. O parque cobre a área de oito municípios: Caeté , Itabirito , Mariana , Nova Lima Ouro Preto , Raposos , Rio Acima  e Santa Bárbara , sendo que parte do Parque está incluída dentro da Região Metropolitana de Belo Horizonte. O parque possui uma área total de 31 270,83 hectares.

## Como chegar
De carro ou ônibus a partir de Belo Horizonte, pela MG-030. Ônibus 3838

## Ingressos
A entrada é gratuita

## Onde ficar
Há diversos hotéis e pousadas na região. Lembre-se: é proibido acampar dentro do Parque.

## História

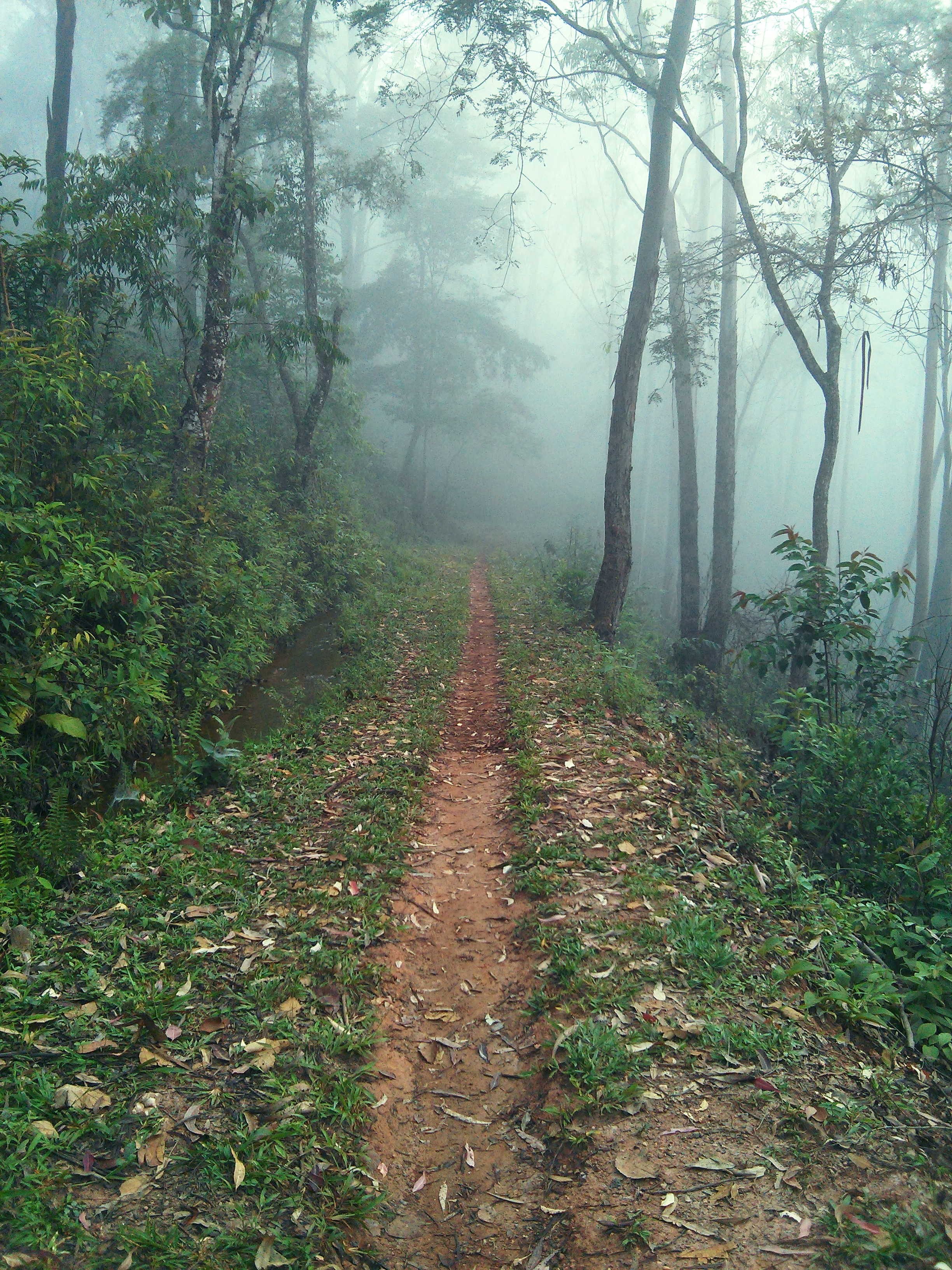
Trilha da banqueta, em Raposos.

Através do pedido de várias organizações civis, o Instituto Chico Mendes de Conservação da Biodiversidade (ICMBio) preparou a proposta de criação do parque, visando a proteção dos mananciais que abastassem Belo Horizonte, ameaçados pela extração do minério de ferro na região. A proposta original de 2010 previa uma área de 38 220 hectares, mas essa foi reduzida antes da criação do parque. As discussões públicas sobre o projeto começaram em 10 de abril de 2012.
O parque foi criado por decreto federal em 13 de outubro de 2014  com o objetivo de garantir a preservação de amostras do patrimônio biológico, geológico, espeleológico e hidrológico associado às formações de canga do Quadrilátero Ferrífero, incluindo os campos rupestres e os remanescentes de floresta semi-decidual, as áreas de recarga de aquíferos e o conjunto cênico constituído por serras, platôs, vegetação natural, rios e cachoeiras.

## Principais atrações
O Parque Nacional Serra do Gandarela possui imenso potencial turístico, reforçado pela facilidade de acesso a partir de Belo Horizonte ou Ouro Preto e região. A Serra do Capanema é ligada a Ouro Preto por rodovia asfaltada que encontra a Rodovia dos Inconfidentes, a 25 km de Ouro Preto e 35 km de Mariana. Portanto, será possível estabelecer uma portaria a poucos minutos de carro do pólo de turismo histórico mais importante do país. Desde Capanema e de Rio Acima, há dois acessos distintos, cada um a cerca de 70 Km de Belo Horizonte.
Contribuem para este potencial as várias possibilidades de práticas de ecoturismo, turismo de aventura, turismo pedagógico, observação da vida selvagem, visitação científica, de realização de caminhadas curtas e longas (travessias), ciclismo, escalada, visitação a cavernas e sítios históricos. E há, ainda, as dezenas de cachoeiras balneáveis, de águas límpidas em meio a remanescentes bem preservados de Mata Atlântica, vegetação campestre e Cerrado.
O Parque inclui paisagens inusitadas, como várias lagoas em áreas de altitude, configuração peculiar e rara, grandes mirantes de belíssimas paisagens, com estradas de acesso já existentes e inúmeras trilhas, incluindo a travessia histórica de Capanema ao Caraça, com cerca de 300 anos de existência. Esta diversidade possibilita um rico trabalho de interpretação ambiental que abre os horizontes, principalmente para a população dos municípios envolvidos e vizinhos, para trabalhos de educação ambiental e patrimonial.
Além dos atrativos ligados à natureza, o Parque Nacional da Serra do Gandarela inclui alguns sítios históricos que, além de demandarem cuidados para sua preservação, aumentam ainda mais o potencial turístico da unidade de conservação. Na porção sul, na região da serra de Capanema e Batatal, há importante acervo histórico (ruínas) dos séculos XVIII e XIX, citadas em importantes trabalhos de naturalistas do século XIX que por ali passaram, dentre eles: Spix e Martius, Richard Burton, Barão de Escheweg e Saint-Hilaire. Outros sítios de interesse histórico são o “Retiro dos Capetas”, a “Casa Forte” e um muro de pedra considerado parte da “Estrada Real”.

#### Cachoeira do Índio
Localizada no município de Rio Acima, é formada por quatro grandes quedas, com mais de 200 metros de altura.O acesso é através da estrada que liga o centro de Rio Acima ao Mirante da Serra do Gandarela. Desta estrada é possível ter uma visão panorâmica da cachoeira do Índio e do Viana.O percurso de cerca de 10 km pode ser feito de carro, bicicleta ou a pé.Para acessar ao poço da cachoeira, independente do meio de transporte escolhido, o turista deverá fazer o percurso final através de um trecho de 900 metros que conta com uma descida íngreme de nível avançado.

#### Cachoeira do Viana
Localizada no município de Rio Acima, no córrego do Viana, esta cachoeira possui acesso fácil a partir da estrada que liga Rio Acima ao Mirante da Serra do Gandarela. A cachoeira possui cerca de quatro poços, sendo dois de difícil acesso. Da cachoeira é também possível obter uma observação da paisagem regional, ressaltando o pico do Itabirito.

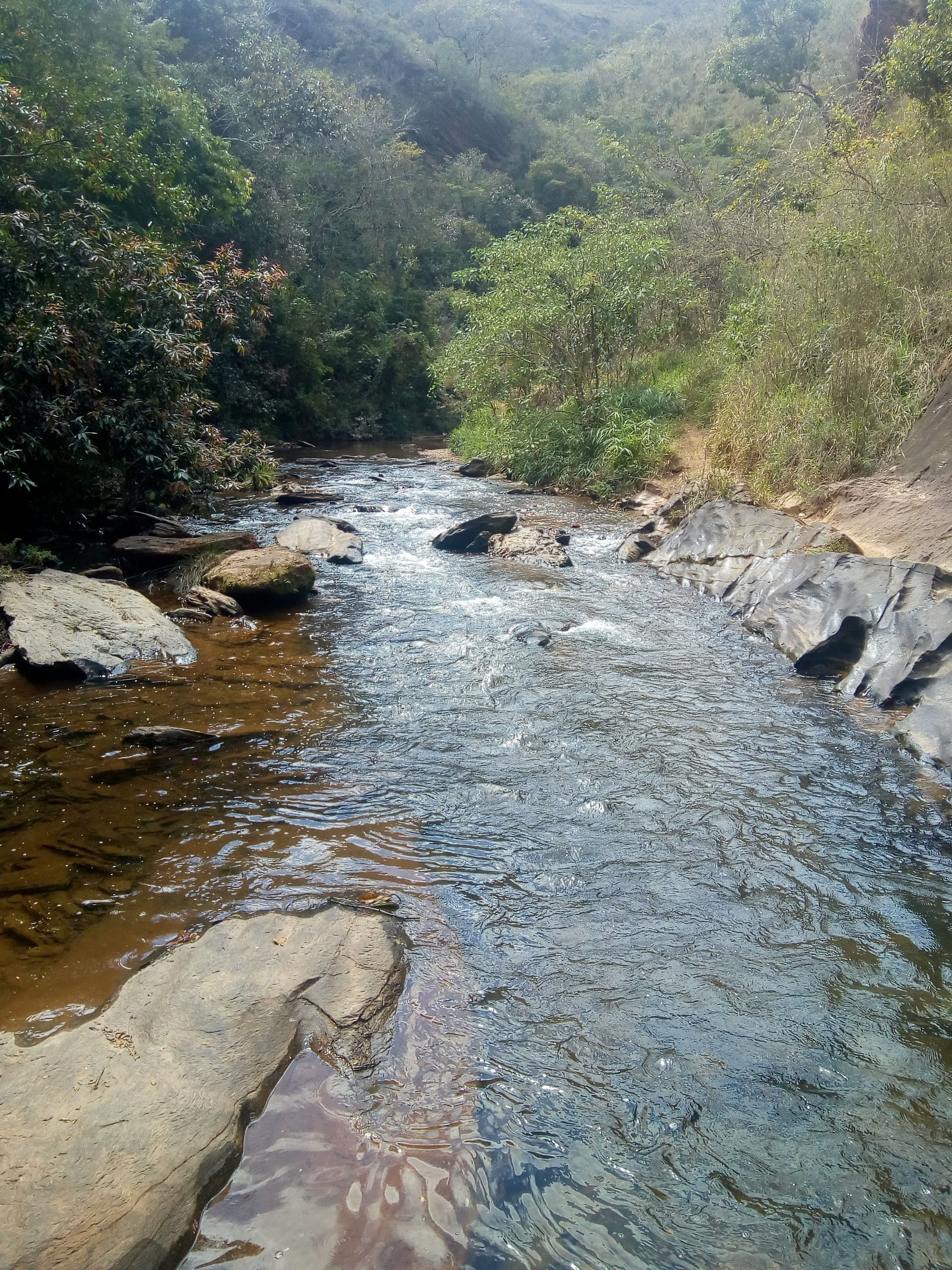
Trilha e Cachoeira das 27 Voltas Localizada no distrito de Honório Bicalho, em Nova Lima.

#### Trilha e Cachoeira das 27 voltas
Localizada no distrito de Honório Bicalho, em Nova Lima, esta trilha é destino certo para os praticantes de trekking e mountain bike. São 9 km de trilha moderada partindo de Honório Bicalho, com um trecho de grande aclive no início da trilha e um declive acentuado no final, onde é possível refrescar-se na Cachoeira das 27 Voltas, que possui um belo poço para banho.

#### Estrada Real
A Estrada Real atravessa o parque em sua Porção Norte, nos municípios de Nova Lima e Raposos, no denominado caminho do Sabarabuçu. No trecho inserido no parque, o visitante poderá observar ruínas referentes ao período colonial, além de observação da bacia do ribeirão do Prata. O percurso de 10 km pode ser feito através de trilha de dificuldade média.

#### Mirante da Serra do Gandarela
Localizado no município de Rio Acima, o Mirante apresenta um belo ponto de observação da paisagem da porção norte do parque. A partir dele é possível avistar o Ribeirão do Prata e trechos da Estrada Real. Em dias de maior visibilidade é possível identificar pontos de paisagem nos municípios vizinhos, muito além dos limites do parque, como o pico do Itabirito. Partindo de Rio Acima são 18km em estrada de terra até alcançar o mirante.

#### Poço Azul

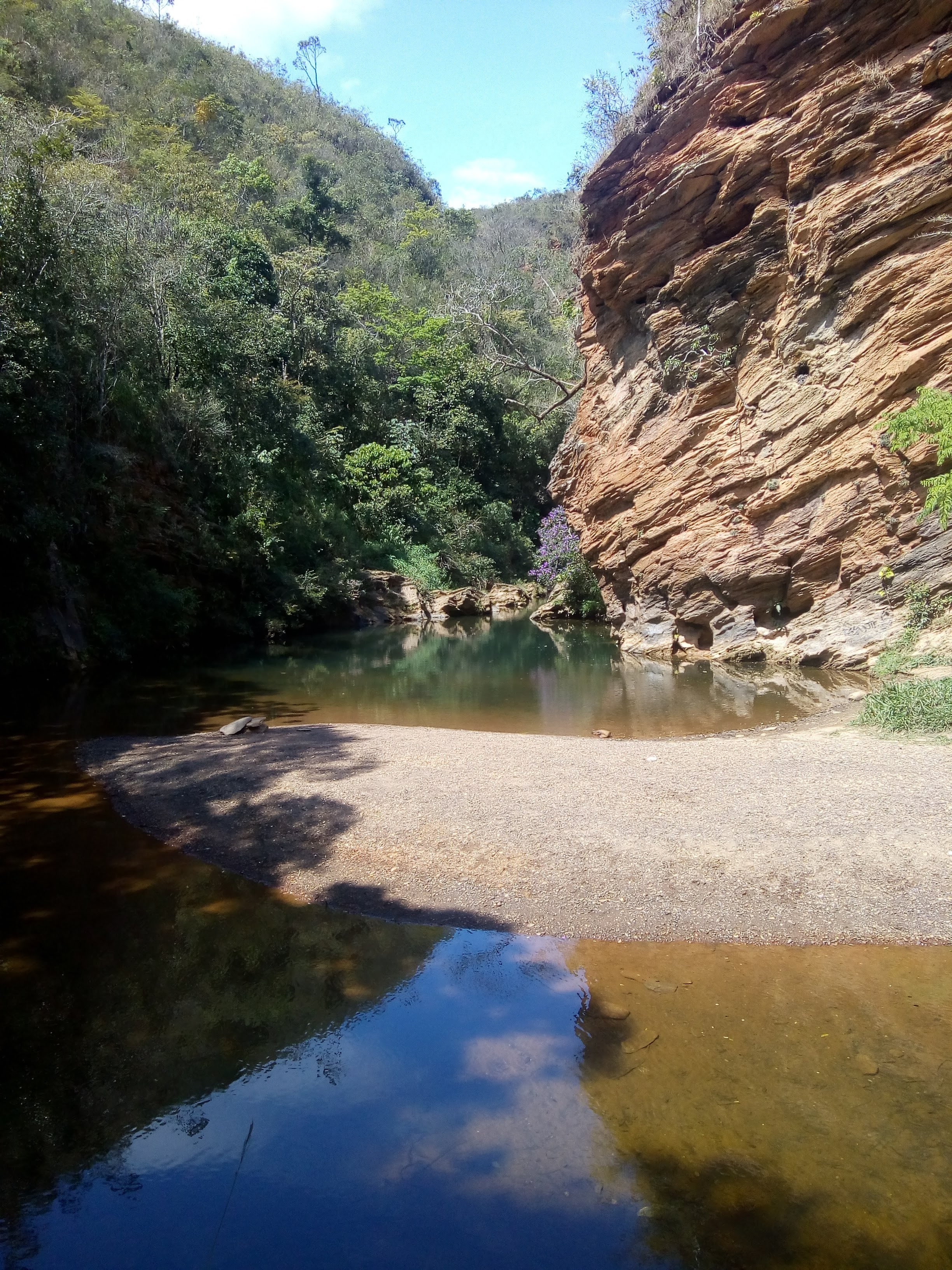
Situado no município de Raposos, o Poço Azul apresenta lago azulado contrastando com o paredão rochoso em tons avermelhados.

O Poço Azul situa-se no Ribeirão do Prata, no município de Raposos. O acesso ao poço é através de uma trilha de 1,2 km que margeia o Ribeirão do Prata. Ao longo do percurso será possível observar pequenos poços, cascatas, paredões e a mata ciliar. A trilha é de dificuldade moderada, pois em geral é plana e com poucos pontos mais técnicos.

#### Cachoeira Santo Antônio
Localizada na divisa entre os municípios de Caeté e Raposos, essa cachoeira possui tons azulados contrastantes com os paredões rochosos avermelhados.O acesso à cachoeira é possível apenas através de veículo próprio a partir de Caeté (12 km de estrada de terra) ou Raposos (18 km de estrada de terra) e depois 1km de trilha de nível fácil.

#### Cachoeira do Cruzado
A cachoeira do Cruzado, também conhecida como cachoeira do Abacaxi, está localizada em propriedade particular, no distrito de Acuruí, em Itabirito, próximo à região conhecida como Capanema, no córrego da Serra. O acesso principal é feito pela rodovia BR-356 (entre Itabirito e Ouro Preto), em seguida, pela estrada que leva à portaria da Floresta Estadual do Uaimii, sede do distrito de Acuruí, Mina da Serra Geral e Capanema. Do trevo à sede da propriedade particular são 14km por asfalto e 1km em estrada não pavimentada.A partir da portaria você fará uma trilha de 1.600 metro com nível de dificuldade fácil.
A queda da cachoeira é em forma de véu de noiva, suas águas caem sobre uma muralha de pedra de aproximadamente 20 metros, com volume mediano, formando ao final um grande lago de águas verdes e frias, com temperaturas de 20ºC e profundidade variando entre 1 e 3 metros. Após a queda, suas águas seguem em pequenas corredeiras, formando a alguns metros à frente uma pequena cascata e lago.Há cobrança de ingresso pelo proprietário.

#### Observação de aves
Com 311 espécies de aves registradas na área do parque, ele configura-se como importante área para observação da avifauna. Dentre as espécies, 10 delas encontram-se ameaçadas de extinção. Traga seu binóculo, curiosidade, um pouco de silêncio e paciência. E lembre-se: chegue cedo.

#### Acesso aos atrativos
O Parque tem sede no município de Rio Acima, onde é possível acessar as cachoeiras do Viana, Índio e o Mirante da Serra do Gandarela. O acesso ao município pode ser feito através de linhas de ônibus urbanos ou carro, via MG-030.
Para acessar o Poço Azul e a Cachoeira Santo Antônio, o melhor acesso será através do município de Raposos. O acesso ao município pode ser feito através de linhas de ônibus urbanos ou carro. Contudo, para chegar até a cachoeira é recomendável ir de carro.
O acesso à cachoeira do Cruzado é feito pela rodovia BR-356 (entre Itabirito e Ouro Preto), em seguida, pega-se no trevo a estrada que leva ao distrito de Acuruí. Do trevo à sede da propriedade particular são 14km por asfalto e 1km em estrada não pavimentada.

## Aspectos naturais
A região é o último fragmento significativo de áreas naturais em bom estado de conservação dentro do Quadrilátero Ferrífero, contendo importantes remanescentes de Mata Atlântica semidecídua, de vegetação de campos rupestres sobre canga e sobre quartzito, em transição com formações do Cerrado. A grande variedade de ambientes, típica de áreas de transição entre biomas, está diretamente relacionada à riqueza de espécies existente e à elevada diversidade biológica. No caso do Parque, à alta diversidade soma-se o fator qualitativo, com taxas excepcionais de ocorrência de espécies raras, endêmicas, microendêmicas e ameaçadas de extinção.
Outro ponto importante é a existência na área de uma quantidade expressiva e em bom estado de conservação do geossistema de cangas, uma das formações mais ameaçadas do Brasil por sua inevitável coincidência com áreas de interesse minerário. A posição estratégica entre unidades de conservação já existentes e o estado de conservação da área possibilita a formação de um corredor ecológico com elevada taxa de conectividade entre ambientes naturais, potencializando os efeitos benéficos da unidade para a conservação da natureza.
Destaca-se ainda o fato de tratar-se de área de recarga de aqüíferos (característica intrínseca às cangas), com grande concentração de nascentes, córregos e rios que drenam para as bacias dos rios Conceição e das Velhas, importantes afluentes, respectivamente, dos rios Doce e São Francisco. Estes mananciais são considerados estratégicos inclusive para o abastecimento presente e futuro da região metropolitana de Belo Horizonte, em face do seu contínuo crescimento populacional. Há ainda a presença de lagoas temporárias de altitude, que são formações únicas e raras. A abundância de nascentes, córregos e rios, aliada à topografia acidentada, leva à existência de inúmeras cachoeiras.

## Relevo e clima
As feições de relevo mais notáveis neste setor, que é possivelmente uma das regiões do Quadrilátero Ferrífero com maior diversidade de formações geológicas, são as serras que formam o arco do Espinhaço, que se destaca na paisagem. A região, com altitudes acima, de 1.650 metros é forte produtora de água, possuindo milhares de nascentes, drenando para as grandes bacias dos rios São Francisco e Doce.

## Fauna e flora

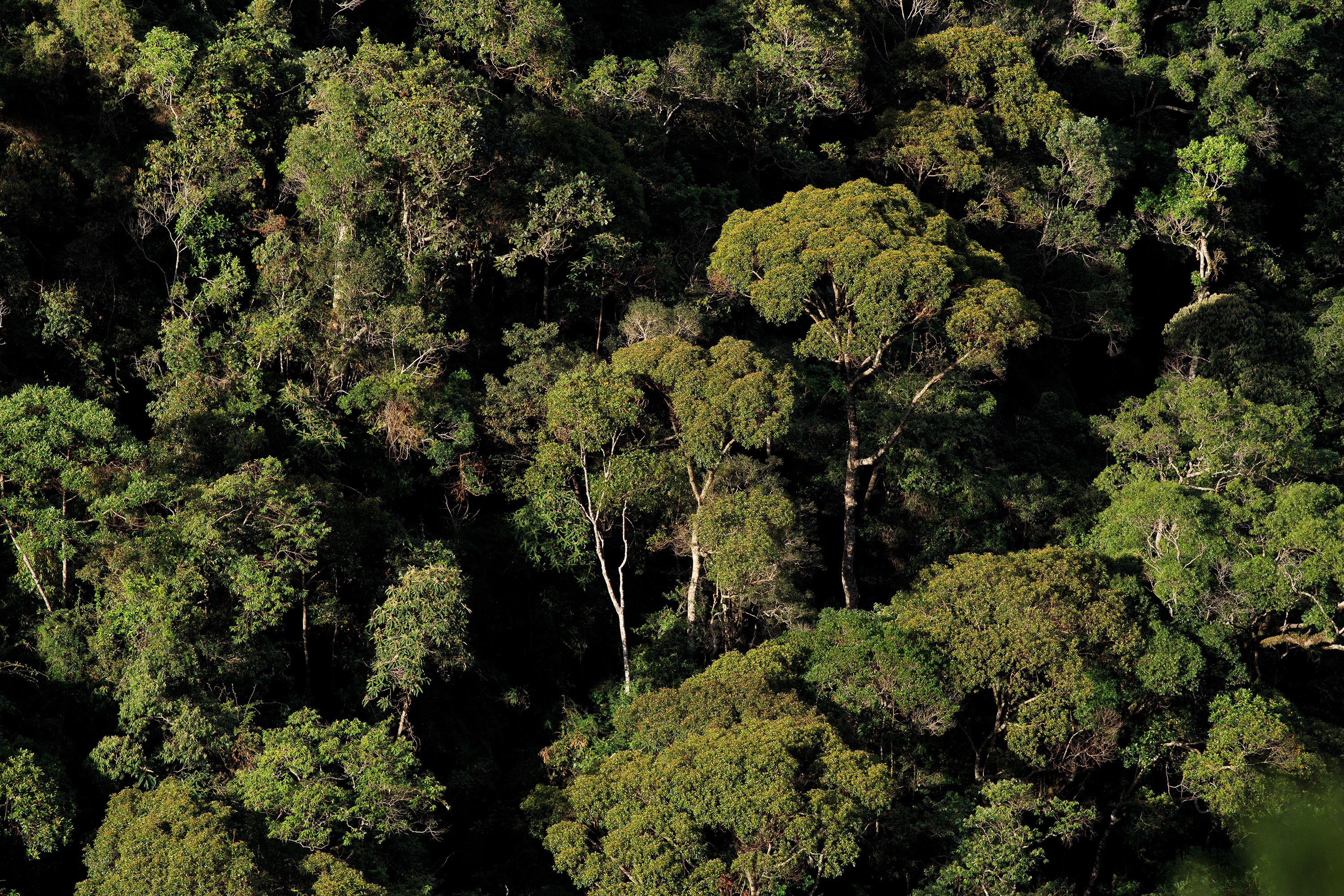
Vista aérea da vegetação

Fauna: O Quadrilátero Ferrífero, onde o Parque está inserido, é uma região de transição entre os biomas Mata Atlântica e Cerrado, o que contribui para um aumento de diversidade de espécies, pela presença de espécies típicas dos dois biomas. Já foram registradas na região algumas espécies de importância para a conservação, podendo ser citadas a “águia-cinzenta” (Harpyhaliaetus coronatus), o capacetinho-do-oco-do-pau (Poospiza cinerea), a onça-parda (Puma concolor), o cateto (Pecari tajacu) e onça-pintada (Panthera onca).
Flora: A vegetação compreende formas de campos rupestres, campos graminosos, cerrados e florestas, todos em bom estado de preservação.